# 中国至憲党

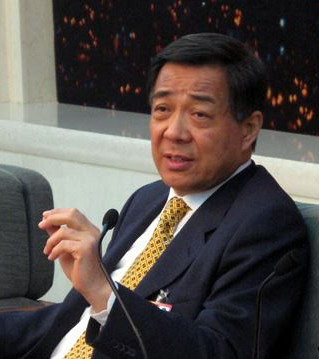
終身主席薄熙来

中国至憲党（ちゅうごくしけんとう、中国語: 中国至宪党、英語: Constitution-Foremost Party of China）は中華人民共和国の新興の非合法政党。英語圏では、Chinese Constitutionalist Partyの名称でも知られている。2013年に中国共産党による統治を支持するが、毛沢東による統治への回帰を志向し、中共による中華人民共和国憲法違反を止めさせようと考える者たちによって設立された。薄熙来が政策を支持しており、また彼に対する裁判が不正であると考えていることから、薄熙来が終身主席に選出されている。2013年12月に中国政府及び北京市当局により結社禁止された。

## 脚註
1. ↑  Hai, Yan. “薄粉顶风成立至宪党 推薄熙来为终身主席”.   VOA. 2013年11月10日閲覧。
2. ↑  Chan, Minnie. “Bo Xilai supporters set up new political party despite 'ban'”. South China Morning Post. 2013年11月10日閲覧。
3. ↑  Heng Shao (2013年12月17日). “Bizarre China Report: The Grand Wedding, Power Play & Smog-Inspired Creativity”. Forbes. 2013年11月10日閲覧。
4. ↑  北京民政局发出取缔“至宪党”决定DW news